# バートランド・ハルペリン
バートランド・ハルペリン(Bertrand I. Halperin、1941年12月6日-)は、アメリカ合衆国の物理学者であり、ハーバード大学物理学専攻のw:Hollis Chair of Mathematicks and Natural Philosophy寄付基金教授の職にあった。

## 来歴
ハルペリンはニューヨークのブルックリンで生まれ、ブルックリンのクラウン・ハイツ近郊で育った。母は大学管理者のEva Teplitzky Halperin、父は税関検査官のMorris Halperinであった。両親ともソビエト連邦で生まれた。父方の祖母の家系であるMaximovs家は、イスラエル・ベン・エリエゼルの末裔であると主張している。
ハーバード大学に進学し、1965年にカリフォルニア大学バークレー校のジョン・ホップフィールドの下でPhDを取得した。その後10年間、ベル研究所で研究を行った後、ハーバード大学の物理学教授に指名された。
1970年代には、デーヴィッド・ネルソンとともに二次元結晶の融解の理論の研究を行い、Pindakらが実験的に観察する前にヘキサチック相を予言した。1980年代には、量子ホール効果及び分数量子ホール効果の理論に対して貢献を行った。その後は、低次元電子系における強い相互作用の領域に関心を持っている。
1972年にはアメリカ物理学会のフェロー、1982年には米国科学アカデミーに選ばれた。2001年にラルス・オンサーガー賞、2003年にはアンソニー・レゲットとともにウルフ賞物理学部門を受賞した。2016年にはw:Lise Meitner Distinguished Lecture and Medalを受賞した。
2018年には、「理論物性物理学での独創性に富んだ貢献、特に古典系及び量子系におけるトポロジーの役割に関する先駆的な研究」に対して、2019 APS Medal for Exceptional Achievement in Researchを受賞した,。

## 主な出版物
- Halperin, Bertrand I.; Anderson, Philip W.; Varma, Chandra M. (January 1972). “Anomalous low-temperature thermal properties of glasses and spin glasses”. Philosophical Magazine 25 (1):  1-9. Bibcode: 1972PMag...25....1A. doi:10.1080/14786437208229210. Pdf.